# Load average
Load average är ett mått på belastningen av ett datorsystem. Det används för bl.a. Unix- och Unix-liknande system , och avser antalet processer som i genomsnitt befunnit sig i körklart tillstånd under en viss tidsperiod.
En hög load average innebär naturligtvis ett hårdare belastat system, men man ska akta sig för att dra alltför långtgående slutsatser av ett visst load average-tal. Ett system kan ha en load average-belastning på 0,7, men ändå upplevas som mer belastat än ett annat system som har en load average på 10. Detta kan bero på flera olika saker:
- Olika antal CPU:er. Load average anges inte per CPU utan per datorsystem.
- Processer kan belasta systemet på olika sätt.
- Olika operativsystem kan beräkna load average på olika sätt.
- Operativsystem kan ha olika bra schemaläggare som hanterar ökad last mer eller mindre bra.
- Ett mindre antal processer som vardera använder mycket CPU-tid kan ge samma load average som ett större antal processer som använder mindre tid vardera. Vad som i praktiken tär hårdast på datorns resurser beror bl.a. på schemaläggaren, tiden för kontextbyten etc.

I Unix-system kan load average för systemet bl.a. tas fram med något av kommandona uptime(1) eller w(1). Dessa ger load average som en taltrippel med genomsnittlig load average under de sista 1, 5 resp. 15 minuterna (typiska tider, kan variera något mellan olika operativsystem). I program kan man använda biblioteksanropet getloadavg(3), som introducerades i 4.3BSD. I GNU/Linux kan man även läsa filen /proc/loadavg för att få samma information.